# ФК Висла (Краков)
Висла (Краков) (на полски: Wisła Kraków) е полски футболен клуб от град Краков.

## История
Клубът е основан през 1906 година.

## Успехи
- Екстракласа:
  -  Шампион (14): 1927, 1928, 1949, 1950, 1951, 1978, 1999, 2001, 2003, 2004, 2005, 2008, 2009, 2011
  -  Второ място (11): 1923, 1930, 1931, 1936, 1947, 1948, 1966, 1981, 2000, 2002, 2006
  -  Трето място (10): 1925, 1929, 1933, 1934, 1938, 1952, 1953, 1976, 1991, 1998
- Купа на Полша:
  -  Носител (5): 1926, 1967, 2002, 2003, 2024
  -  Финалист (6): 1951, 1954, 1979, 1984, 2000, 2008
- Купа на Лигата:
  -  Носител (1): 2001
  -  Финалист (1): 2002
- Суперкупа на Полша:
  -  Финалист (1): 2025

## Международни
- Шампионска лига (КЕШ):
  - 1/4 финалист (1): 1979
- Интертото:
  -  Носител (3): 1970, 1971, 1973

## Европейски турнири
- Шампионска лига (7 участия): 1978/79, 2001/02, 2003/04, 2004/05, 2005/06, 2008/09, 2009/10 2011-играе с ЛИТЕКС
- Купа на УЕФА (11 участия): 1976/77, 1981/82, 1998/99, 2000/01, 2001/02, 2002/03, 2003/04, 2004/05, 2005/06, 2006/07, 2008/09
- КНК (2 участия): 1967/68, 1984/85

## Състав 2021
- Състав 2021

## Известни играчи
- Якуб Блашчиковски
- Томаш Франковски
- Адам Навалка
- Мачей Журавски

### Български футболисти
- Георги Христов: 2010 (пролет) - (4 мача - 0 гола)
- Цветан Генков: 2011/13 (55 мача - 17 гола)